# Diego Rodríguez Porcelos
Diego Rodríguez, también conocido con el sobrenombre de Porcelos, fue conde de Castilla (873-885) tras la muerte de su padre Rodrigo. Fundó la ciudad de Burgos en el año 884.

## Biografía
Diego fue el repoblador de Ubierna y Burgos entre los años 882 y 884 bajo mandato de Alfonso III. Así lo indican los Anales Castellanos Primeros:

In era DCCCCXX · populavit Didacus commes Burgus et Auvirna · pro iussionem domno Adefonso. Regnavit Adefonsus rex annos XVI · et migravit a secculo in mense decembris· et suscepit ipso regno filio eius Garsea.
En la era 920 (año 882) el conde Diego pobló Burgos y Ubierna por mandato del señor Alfonso. El rey Alfonso reinó dieciséis años y se fue por los siglos en el mes de diciembre y le sucedió en el reino su hijo García.

y los Anales Castellanos Segundos:

Sub era DCCCCXX populavit Didacus comes Burgus et Oiurna.
Bajo la era 920 (año 882) el conde Diego pobló Burgos y Ubierna.

Poco antes de 882 construyó el castillo de Pancorbo, donde resistió el ataque de un gran ejército árabe en las primaveras de 882 y 883. Con su resistencia desde su base de Pancorbo, logró afianzar la frontera en el valle del Ebro y creó una línea defensiva en el río Arlanzón. Además, parece que durante su gobierno se restauró la sede episcopal de Oca (antigua Auca) o al menos aparece cierta actividad.
Al contrario que su padre, no tenía el gobierno sobre el condado de Álava, territorio que estaba en manos del conde Vela Jiménez.
Según la Crónica najerense, Didacus comes...et interfectus est in Cornuta era DCCCCXXIII, secundo kalendas febroarii; es decir, el 31 de enero de 885 el conde cayó muerto en la localidad burgalesa de Cornudilla, probablemente en batalla contra las fuerzas musulmanas fieles a Muhammad ibn Lubb, miembro de los Banu Qasi. Según algunas fuentes, su cuerpo se encuentra enterrado en las ruinas de la ermita de San Felices de Oca (actual Villafranca Montes de Oca).
Después de su muerte, el condado de Castilla se divide en varios condados entre 885 y 931, fecha en que toma el control de todos los condados el conde Fernán González.

## Descendencia
No se conoce el nombre de la madre de sus hijos, que probablemente eran pequeños cuando murió su padre y por eso ninguno fue conde de Castilla. Estos fueron:
- Gómez Díaz, que no debe confundirse con su homónimo, Gómez Díaz, conde en Saldaña. Aparece en 932 como alférez del conde Fernán González. Pudo ser el padre de Fronilde Gómez, la mujer del conde Gonzalo Fernández, hijo primogénito del conde Fernán González.[7][8]
- Gonzalo Díaz, quien no alcanzó la dignidad condal, aparece el 3 de febrero de 921 con su esposa María en el monasterio de San Pedro de Cardeña cediendo al monasterio unos molinos en el río Arlanzón y declarándose hijo del conde Diego (Gundessalbus, Didaci comite filius).[2]
- Fernando Díaz, conde y tenente en Lantarón y Cerezo.[d]

## Monumentos en su memoria
En Burgos:
- Estatua en piedra en el Arco de Santa María (s. XVI).
- Monumento ecuestre en bronce, obra de Juan de Ávalos. Se instaló en la plaza de San Juan y, posteriormente, se trasladó a la plaza de Santa Teresa.

## En la literatura
Es el protagonista de la obra teatral de Antonio Mira de Amescua No hay dicha ni desdicha hasta la muerte. La figura histórica de Porcelos está tratada con mucha libertad, sin someterse a la verdad histórica.
| Predecesor: Rodrigo | Conde de Castilla 873-c.885 | Sucesor: Munio Núñez |